# Stazione di Schöneberg
La stazione di Schöneberg è una stazione ferroviaria della S-Bahn di Berlino. Si trova nell'omonimo quartiere berlinese nella zona sud-occidentale della città.
È posta sotto tutela monumentale (Denkmalschutz).

## Movimento
La stazione è servita dalle linee S 41, S 42 e S 46 della S-Bahn.

## Interscambi
- Fermata autobus

## Galleria d'immagini

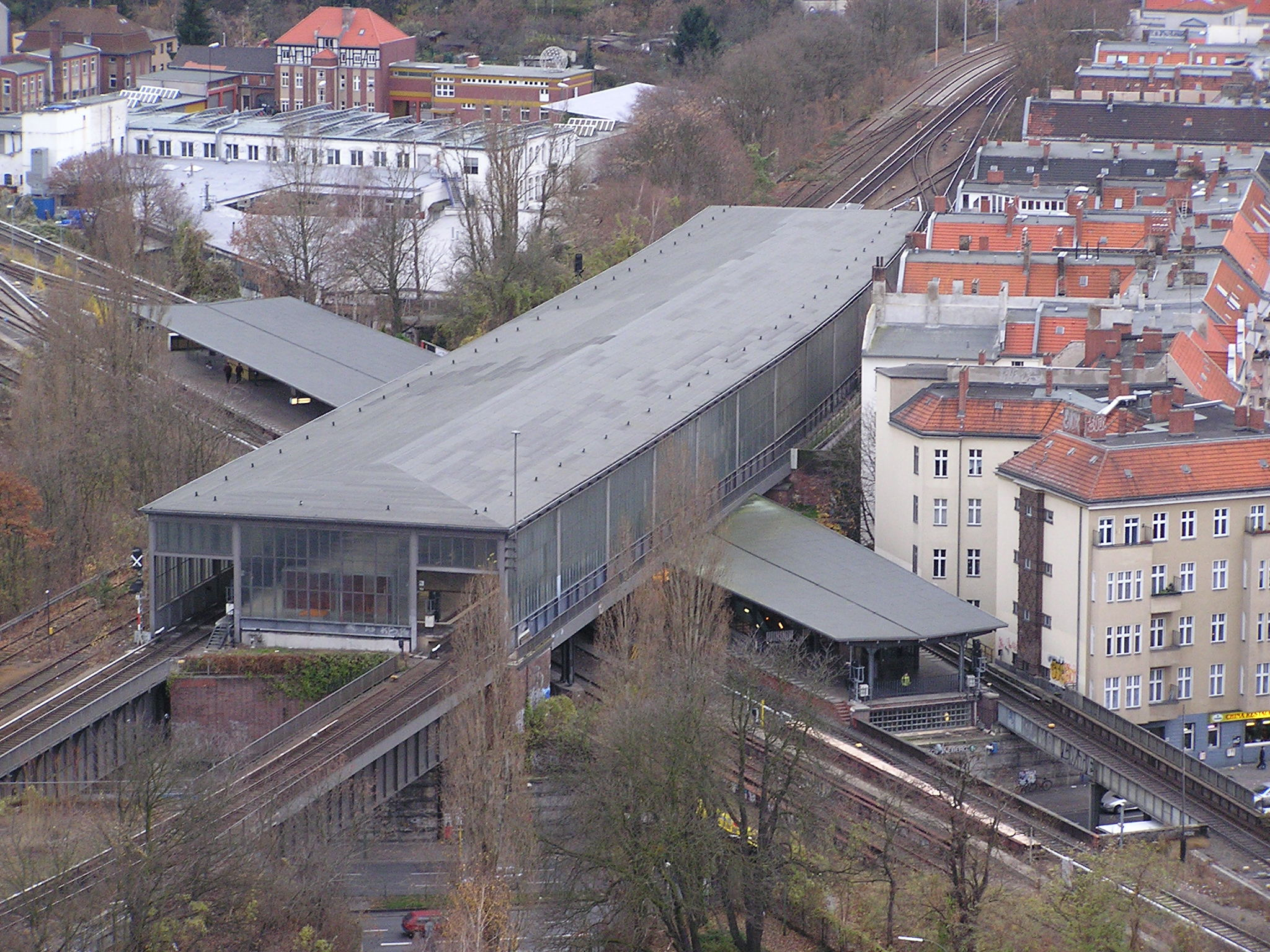
Vista panoramica
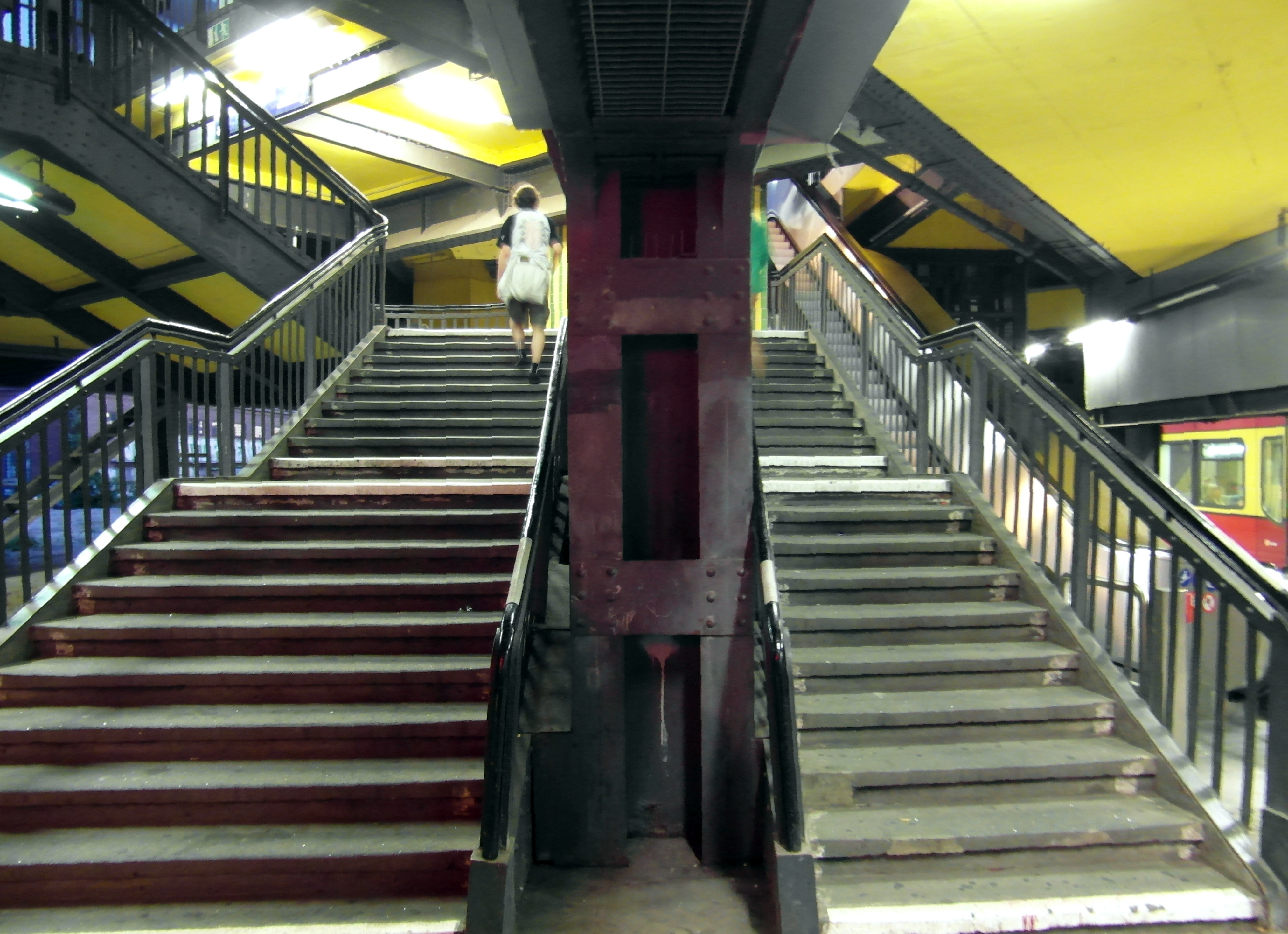
Le scale tra i binari